# رحلات الكنز خلال حكم سلالة مينغ
تُشير رحلات الكنز خلال حكم سلالة مينغ إلى الرحلات البحرية السبع التي انطلق بها أسطول الكنز في عهد سلالة مينغ الحاكمة في الصين بين الأعوام 1405 و1433. أمر الإمبراطور يونغلي ببناء أسطول الكنز في العام 1403. تمخّض المشروع الضخم عن رحلات بحرية بعيدة المدى بلغت السواحل والجزر في بحر الصين الجنوبي والمحيط الهندي وما وراءهما. كُلّف الأدميرال تشنغ خه بقيادة حملات أسطول الكنز. اكتملت ست رحلات خلال فترة حكم الإمبراطور يونغلي (الذي حكم من 1402 حتى 1424)، في حين انطلقت الرحلة السابعة في عهد شوانده (الذي حكم من 1425 حتى 1435). وصلت الرحلات الثلاث الأولى حتى مدينة كاليكوت على ساحل مليبار الهندي، ووصلت الرحلة الرابعة إلى مضيق هرمز في الخليج العربي. في الرحلات الثلاث الأخيرة، سافر الأسطول إلى شبه الجزيرة العربية وشرق إفريقيا.
اتّسم الأسطول الاستكشافي الصيني بتسليحه العسكري الضخم ونقله كميات كبيرة من الكنوز، مما أظهر السطوة والثروة الصينية للعالم المعروف. جلب الأسطول العديد من السفراء الأجانب الذين عبّر ملوكهم وحكامهم عن استعدادهم لإعلان أنفسهم تابعين للصين. خلال مسير الرحلات، دمر الصينيون أسطول قراصنة تشين تسوي في فلمبان، وانتزعوا مملكة كوته السنهالية من الملك أليكشفارا، وهزموا قوات سكيندر الطامح لحكم سلطنة ساموديرا في شمال سومطرة. بسبب المآثر البحرية الصينية خضعت العديد من الدول الأجنبية لنظام التبعية ومجال النفوذ الصيني بفضل التفوق العسكري والسياسي، وهكذا دُمجت الدول في النظام العالمي الصيني الأشمل تحت هيمنة مينغ. إضافةً إلى ذلك، أعاد الصينيون تنظيم شبكة بحرية شاسعة وأحكموا سيطرتهم عليها، وضُمّت المنطقة إليها، وأصبحت دولها مترابطة على المستوى الاقتصادي والسياسي.
نُظّمت رحلات الكنز خلال عهد سلالة مينغ الحاكمة تحت قيادة وإشراف منصب خصيان البلاط الإمبراطوري، والذين استمدّوا نفوذهم السياسي بصورة كبيرة من الحظوة لدى الإمبراطور. في النظام الإمبراطوري في عهد سلالة مينغ الحاكمة في الصين، كان المسؤولون المدنيون هم أبرز المعارضين السياسيين للخصيان، والفصيل المعارض للحملات البحرية. قرابة نهاية الرحلات البحرية، حظيت الحكومة المدنية بالسلطة الأقوى ضمن جهاز الدولة البيروقراطي، وفقد الخصيان مكانتهم تدريجيًا بعد وفاة الإمبراطور يونغلي، وفقدوا صلاحية إطلاق تلك الحملات واسعة النطاق. وقد جاء توقّف الرحلات الاستكشافية بسبب المصالح الاقتصادية للنخبة ضد سيطرة الدولة المركزية على التجارة، إذ مثّل المشروع البحري عاملًا مضادًا لنسبة كبيرة من حركة التجارة الخاصة المحلية، مما أثار عداوة الأطراف التي استفادت من تلك التجارة.
طوال فترة الرحلات البحرية في أوائل القرن الخامس عشر، أصبحت الصين في عهد سلالة مينغ الحاكمة القوة البحرية الأقوى عبر بسط سيطرتها البحرية في الجنوب والغرب. ما يزال هناك الكثير من الخلاف حول مسائل تتعلق بالهدف الحقيقي للرحلات، وحجم السفن، وحجم الأسطول، والمسارات التي اتبعها، والخرائط الملاحية المستخدمة، والبلدان التي زارها، والحمولات المنقولة.

## خلفية

### بناء الأسطول
ورث الإمبراطور يونغلي من سلالة مينغ الحاكمة في الصين أسطولًا بحريًا قويًا من سلفه، الإمبراطور هونغوو، وطوره كذلك كأداة لسياسة خارجية ذات طبيعة توسعية. ضمّ سجّل تايزونغ شيلو 24 بابًا قصيرًا للأوامر الإمبراطورية لبناء السفن، مع أرقام تشير إلى 2,868 سفينة على الأقل، بين الأعوام 1403 و1419. وطوال العام 1403، صدرت الأوامر لحكومات مقاطعات فوجيان، وجيانغشي، وجيجيانغ، وهوغوانغ، ونانجينغ، وسوجو، والحاميات العسكرية لمدن أخرى بالبدء في بناء السفن.
في عهد الإمبراطور يونغلي، شهدت الصين في ظلّ سلالة مينغ الحاكمة توسعًا عسكريًا عبر مشاريع مثل رحلات الكنز. في العام 1403، أصدر يونغلي أمرًا إمبراطوريًا لبدء المشروع الضخم لبناء لأسطول الكنز. في المصادر الصينية، عُرف أسطول الكنوز بتسميته الأصلية شيافان غوانجون («أسطول الاستكشاف الخارجي»). وضمّ الأسطول العديد من السفن التجارية، والسفن الحربية، وسفن الدعم. وأصبح حوض بناء السفن في لونغجيانغ موقعًا لبناء العديد من سفن الأسطول، شمل ذلك جميع سفن الكنز. وكان ذلك على نهر شينهواي بالقرب من نانجينغ، حيث يصب في نهر يانغتسي. قُطعت العديد من الأشجار على طول نهر مين والروافد العليا لنهر يانغتسي لتوفير الموارد اللازمة لبناء الأسطول. كما خُصّصت بعض السفن الموجودة للعمل في أسطول الكنوز للرحلات البحرية، ولكن لا يمكن تأكيد هذا على وجه اليقين سوى في حالة 249 سفينة طُلبت في العام 1407.
كان كبار الضباط في الأسطول، مثل تشنغ خه ورفاقه، من خصيان القصر. على سبيل المثال، قبل قيادته للحملات الاستكشافية، شغل تشنغ منصب المدير العام لقسم خدم القصر، وهي إدارة يسيطر عليها الخصيان. وثق الإمبراطور بتشنغ ثقة كبيرة وعيّنه قائدًا لأسطول الكنوز، حتى أنه أعطاه لفائف فارغة مختومة بختمه لإصدار أوامر إمبراطورية في البحر. وكان جميع الضباط الرئيسيين الآخرين، مثل وانغ جينغ هونغ، وهو شيان، ولي شينغ، وشو ليانغ، وشو مان، وهونغ باو، ويانغ شن، وشانغ دا، ووو شونغ، كانوا من خصيان البلاط العاملين في الخدمة المدنية. في حين كان باقي أفراد الطاقم بغالبهم من جيش مينغ والذي جُنّدوا في المقام الأول من فوجيان.

### المناطق
مع بداية رحلاتهم، انطلق أسطول الكنز الصيني من حوض بناء السفن في لونغجيانغ وأبحر عبر نهر يانغتسي إلى ليوجيانغانغ، حيث نظم تشنغ خه أسطوله وقدم أضحيات للإلهة ماتسو. وطوال الأسابيع الأربعة حتى الثمانية التالية، سار الأسطول تدريجيًا إلى مرفأ تايبينغ في مدينة شانغل، حيث انتظر الرياح الموسمية الشتوية الشمالية الشرقية الملائمة قبل مغادرة ساحل فوجيان. عمومًا، أثرت الرياح الموسمية على كيفية إبحار الأسطول عبر بحر الصين الجنوبي والمحيط الهندي. وصل الأسطول إلى البحر عبر الممر النهري ووهومين (الذي يعني حرفيًا «ممر النمور الخمسة») من نهر مين في فوجيان. مثّل ميناء كوي نون في تشامبا الوجهة الأجنبية الأولى التي زارها الأسطول دائمًا.
وصلت رحلات أسطول الكنوز إلى ما يسمى بالمحيط الغربي، المستمد من مفهوم جغرافي صيني قديم، والذي كان يشير إلى المنطقة البحرية التي تشمل اليوم بحر الصين الجنوبي والمحيط الهندي خلال عهد سلالة مينغ الحاكمة. وبصورة أكثر تحديدًا، يبدو أن مصادر تلك الحقبة، بما في ذلك كتاب ينغيا شينغلان، تشير إلى أن نقطة انتهاء المحيط الشرقي كانت عند بروناي وأن المحيط الغربي كان غرب ذلك المكان.
خلال الرحلات الثلاث الأولى من العام 1405 حتى 1411، اتبع الأسطول نفس الطريق البحري الأساسي: من فوجيان إلى أول مرفأ في تشامبا، عبر بحر الصين الجنوبي إلى جزيرتي جاوة وسومطرة، وصعودًا إلى مضيق ملقا حتى شمال سومطرة لتجمّع الأسطول، ثم عبر المحيط الهندي إلى سريلانكا، ثم على طول ساحل مليبار إلى كاليكوت. في ذلك الوقت، لم يبحر الأسطول أبعد من كاليكوت. خلال الرحلة الرابعة، وصل الأسطول إلى مضيق هرمز. خلال الرحلات الخامسة والسادسة والسابعة، سافر الأسطول إلى وجهات أخرى في شبه الجزيرة العربية وشرق إفريقيا. في الرحلة السادسة، أبحر الأسطول إلى كاليكوت، ومنها انطلقت عدة أساطيل منفصلة إلى وجهات أخرى في شبه الجزيرة العربية وشرق إفريقيا. في الرحلة السابعة، اتّبع الأسطول الطريق المؤدي إلى مضيق هرمز، في حين انطلقت الأساطيل المتفرعة إلى أماكن أخرى في شبه الجزيرة العربية وشرق إفريقيا.